# Pod niebem Henrietty
Pod niebem Henrietty – amerykański film obyczajowy z 1995 roku.

## Główne role
- Robert Duvall - pan Cox
- Aidan Quinn - Don Day
- Frances Fisher - Cora Day
- Brian Dennehy - Big Dave McDermot
- Lexi Randall - Beatric Day
- Kaytlyn Knowles - Pauline Day
- Francesca Fisher-Eastwood - Mary Day
- Billy Bob Thornton - Roy
- Victor Wong - Henry Nakai
- Paul Lazar - Seymour
- Spencer Garrett - Delbert Tims
- Park Overall - Shirl
- Zach Grenier - Larry Ligstow
- Wayne Dehart - Robert
- Woody Watson - Jack Sterling
- Rodger Boyce - P.G. Pratt
- George Haynes - Stratmeyer
- Robert Westenberg - pan Rumsfelk
- Landon Peterson - Raymond Rumsfelk
- Richard Lineback - Les Furrows
- Dylan Baker - Alex Wilde
- Cliff Stephens - Arnold Humphries

## Fabuła
Teksas, rok 1935. Pan Cox to połączenie dwóch charakterów: romantycznego wędrowca i poszukującego ropy naftowej robotnika. Ma melonik w strzępach, wyświechtany surdut, zużytą torbę podróżną i nosi ze sobą kotkę. Pewnego dnia koło gospodarstwa Dona Daya łapie go burza. Gospodarz zaprasza go do swojego domu. Następnego dnia Dona budzą dziwne odgłosy z podwórka. To Cox poczuł zapach ropy naftowej. Twiedzi, że pod jego gospodarstwem jest sporo złóż. Problem tylko w tym, jak je wydobyć. Cox ma pomysł, ale potrzebuje 5 tysięcy dolarów...